# Cantonul Vienne-Sud
Cantonul Vienne-Sud este un canton din arondismentul Vienne, departamentul Isère, regiunea Rhône-Alpes, Franța.

## Comune
- Chonas-l'Amballan
- Les Côtes-d'Arey
- Estrablin
- Eyzin-Pinet
- Jardin
- Moidieu-Détourbe
- Reventin-Vaugris
- Les Roches-de-Condrieu
- Saint-Sorlin-de-Vienne
- Vienne (parțial, reședință)